# Almejas a la marinera

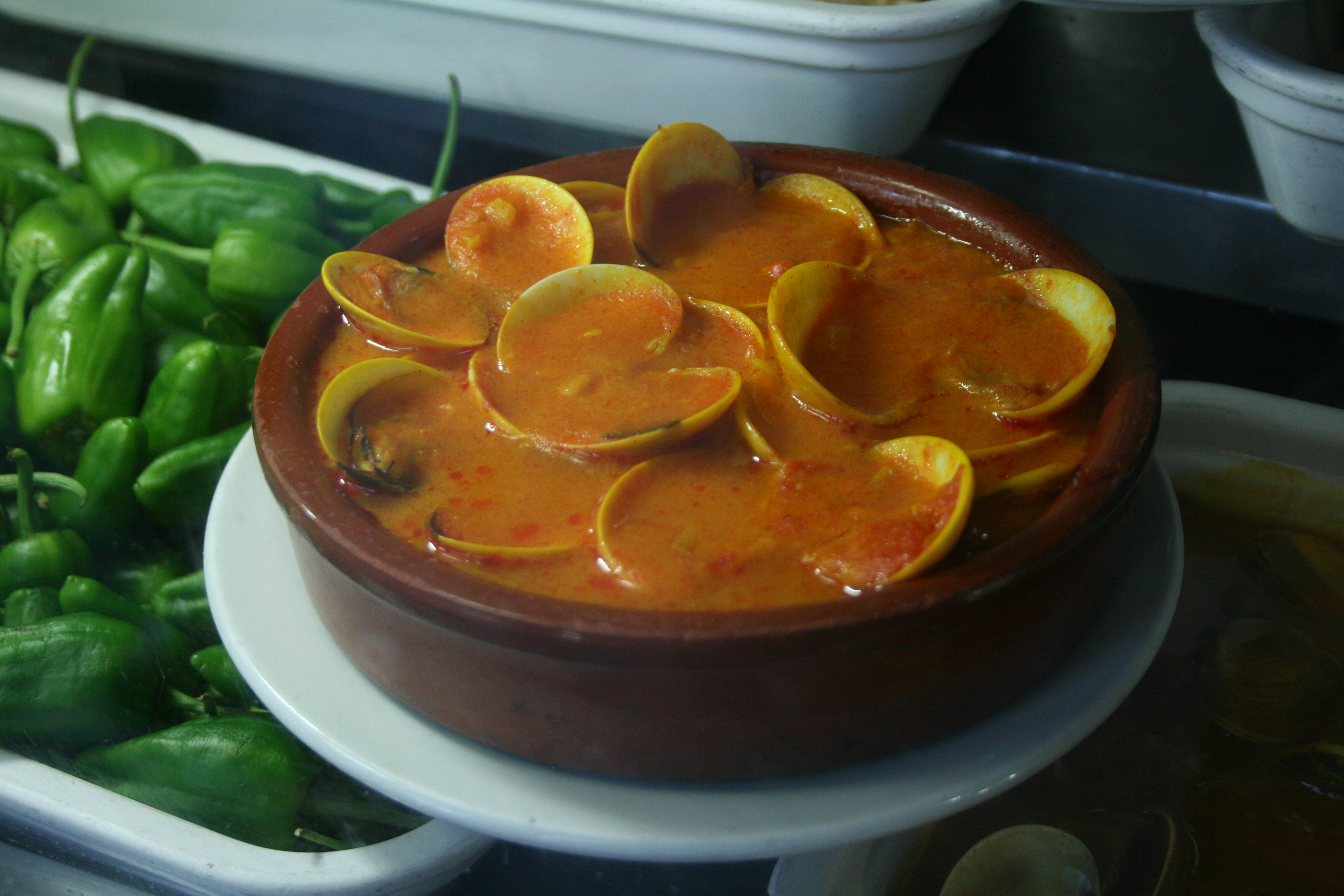
Almejas a la marinera

Almejas a la marinera (dt. Venusmuscheln nach Seemannsart) sind ein in ganz Spanien – insbesondere in Galicien, Asturien und Kantabrien – verbreitetes, traditionelles Muschelgericht.
Die Muscheln werden in einer Tonschale (cazuela de barro) oder einem Suppenteller serviert.
Die Zubereitung der Almejas erfolgt bei mittlerer Hitze in einer hohen Pfanne oder einem Topf – unter Zugabe von Olivenöl, Wasser oder Muschelfond, trockenem Weißwein, Salz, feingehackten Knoblauchzehen und Zwiebeln, süßem Paprika, Semmelbröseln und Petersilie. Zahlreiche regionale Variationen – etwa die Zugabe von Chilipulver oder gehackten Tomaten – sind weit verbreitet.
Die Almejas a la marinera werden unmittelbar nach der Zubereitung heiß dargereicht und sofort gegessen.

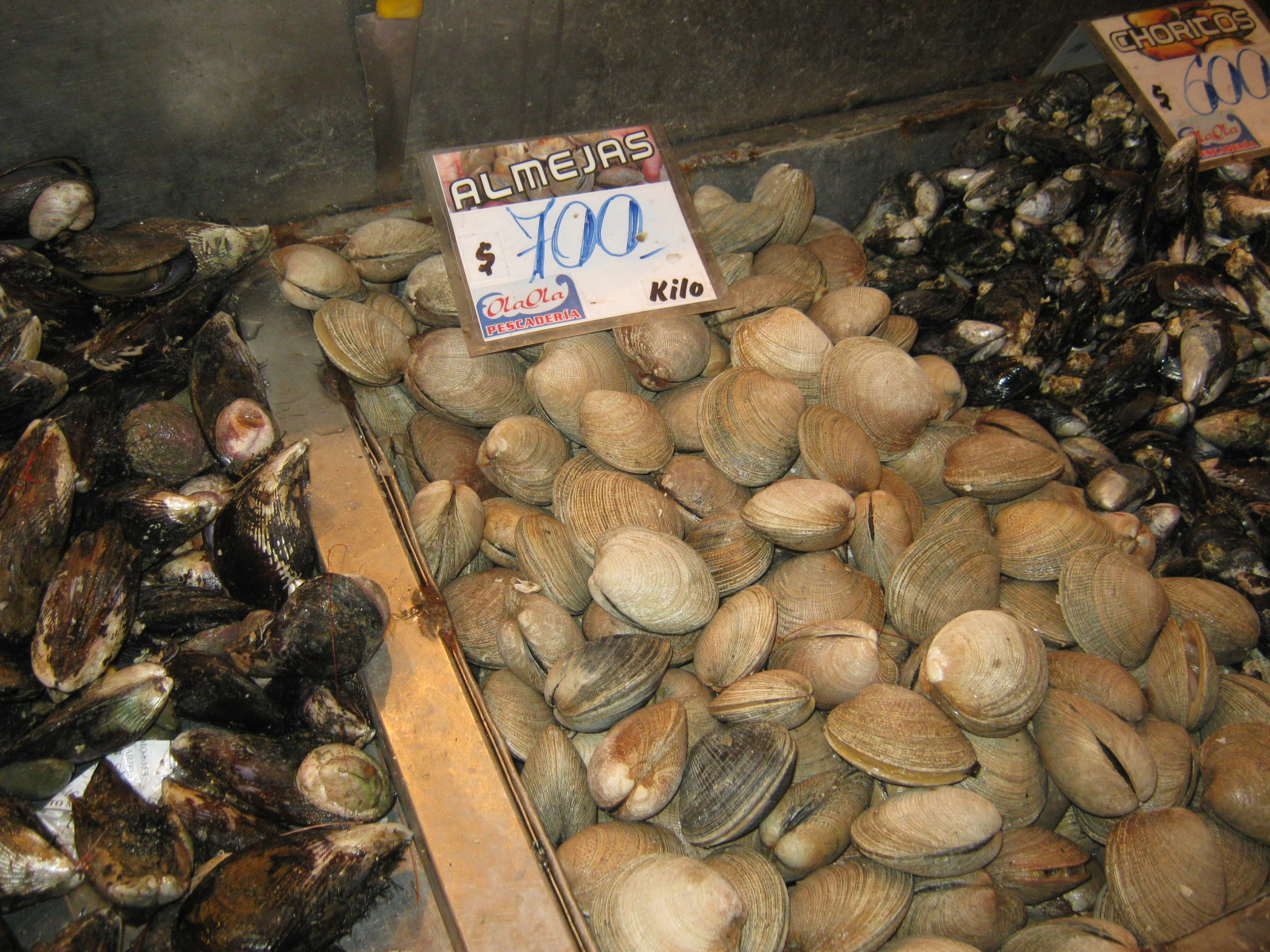
Venusmuscheln auf dem Fischmarkt
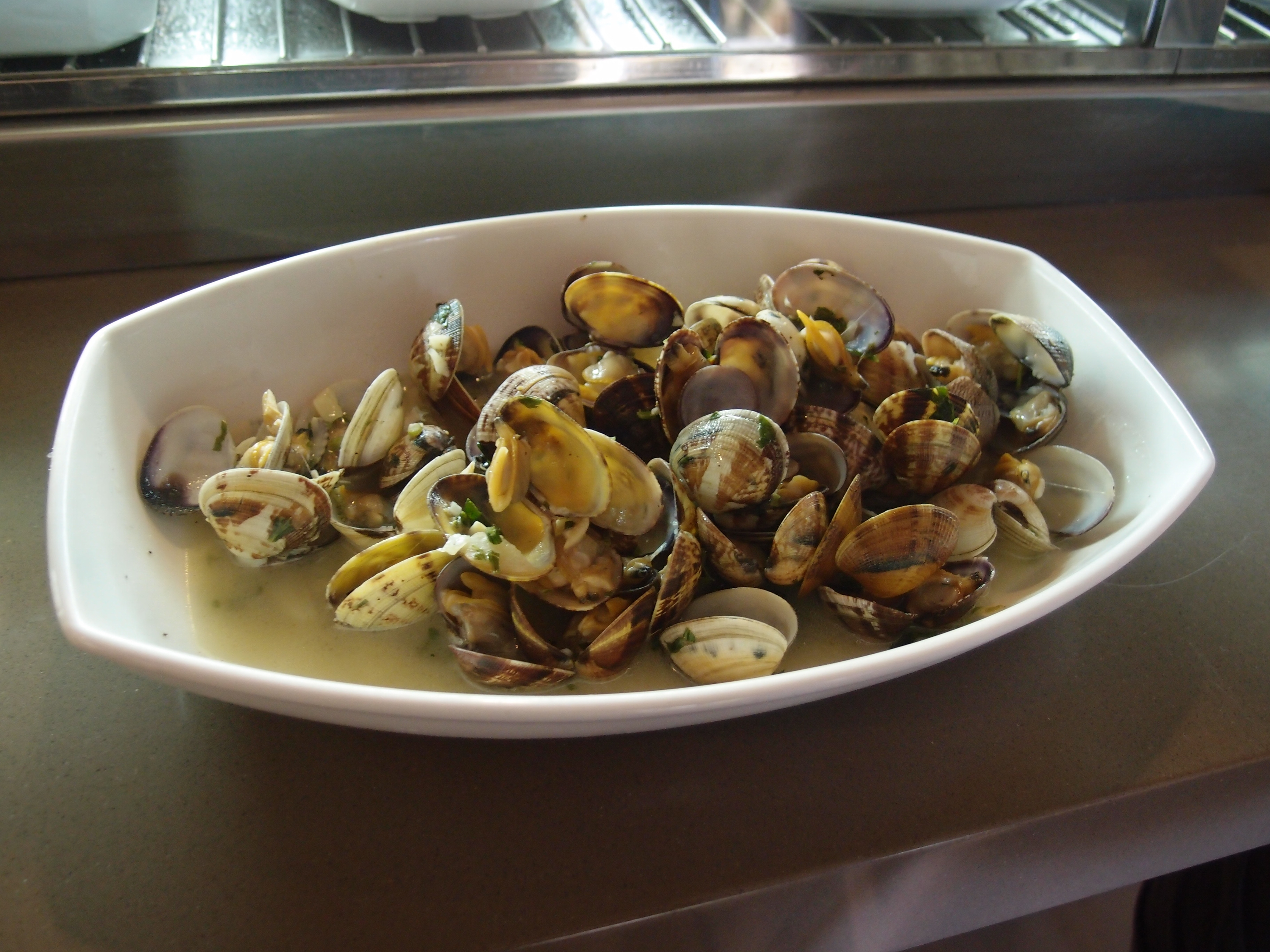
Verbreitete Variante mit hellem Weißweinsud
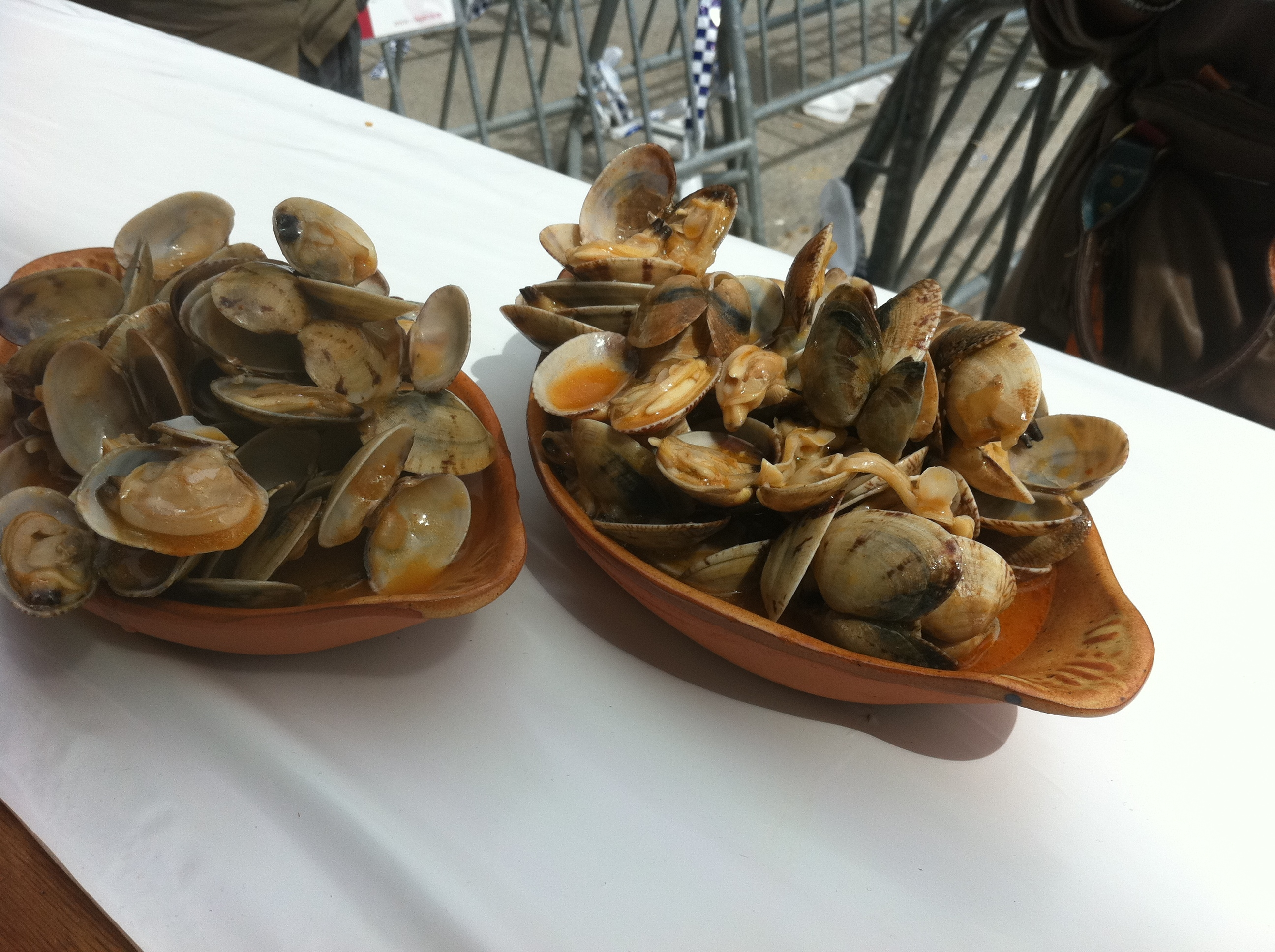
Eine traditionelle Servierform